# Rondrijschaats

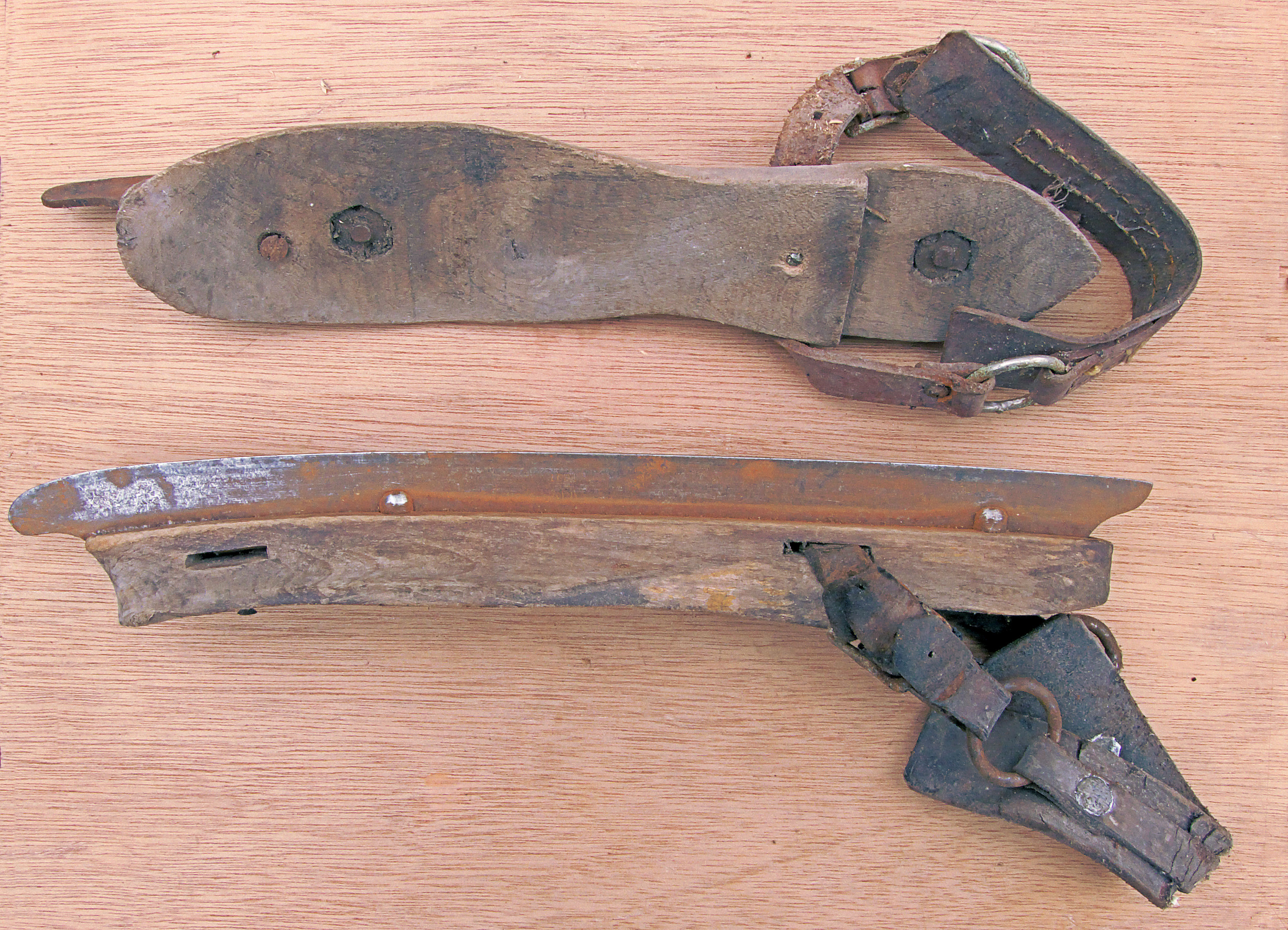
Oude houten rondrijschaatsen, die aan de voorkant onder de schoen gebonden worden met linten of leren riemen.

De rondrijschaats (ook wel rondrijders genoemd) is een type houten schaats, met één ijzer, die onder de schoen gebonden wordt. Deze schaats is de voorloper van de kunstschaats. Met deze schaats werd vroeger door een koppel bestaande uit een man en een vrouw over het ijs gezwierd. Ook kunnen er achtjes mee gedraaid worden. Het ijzer loopt enigszins rond en is hol geslepen.